# Nguyễn Tuấn Thanh
Nguyễn Tuấn Thanh sinh ngày 9 tháng 9 năm 1972 là chính khách, nhà ngoại giao Việt Nam. Trước khi làm việc tại Bộ Ngoại giao, ông tuấn từng kiêm nhiều chức vụ trong hệ thống Tòa án nhân tỉnh Hà Giang.

## Sự nghiệp
Từ năm 1995 đến 1998, Nguyễn Tuấn Thanh làm thư ký tại Tòa án nhân tỉnh Hà Giang. Từ năm 1998 đến 2000 làm Thẩm tra viên.
Từ năm 2000 đến 2005, làm Thẩm phán tại Tòa án nhân dân thành phố Hà Giang.
Từ 2005 đến 2008, làm Phó Chánh án tòa án nhân dân huyện Xí Mần.
Từ năm 2008, Nguyễn Tuấn Thanh chuyển lên công tác tại Văn phòng Ủy ban Biên giới quốc gia thuộc Bộ Ngoại giao. Làm chuyên viên từ 2008 đến 2010 và Phó trưởng phòng từ 2010 đến 2014.
Từ năm 2014 đến 2017, ông lần lượt làm Lãnh sự rồi Phó Tổng Lãnh sự, Tổng Lãnh sự quán Việt Nam tại Luang Prabang, Lào.
Từ năm 2017 đến 2019, Nguyễn Tuấn Thanh làm Trưởng phòng Văn phòng Ủy ban Biên giới quốc gia. Từ năm 2019, là Trưởng phòng, Trợ lý Chánh Văn phòng Ủy ban Biên giới quốc gia. Từ năm 2021, là Phó Chánh Văn phòng Ủy ban biên giới quốc gia.
Từ tháng 6 năm 2024, Nguyễn Tuấn Thanh được bổ nhiệm làm Đại sứ nước Cộng hòa xã hội chủ nghĩa Việt Nam tại Mông Cổ.